# ジョージ・トーブマン・ゴールディ

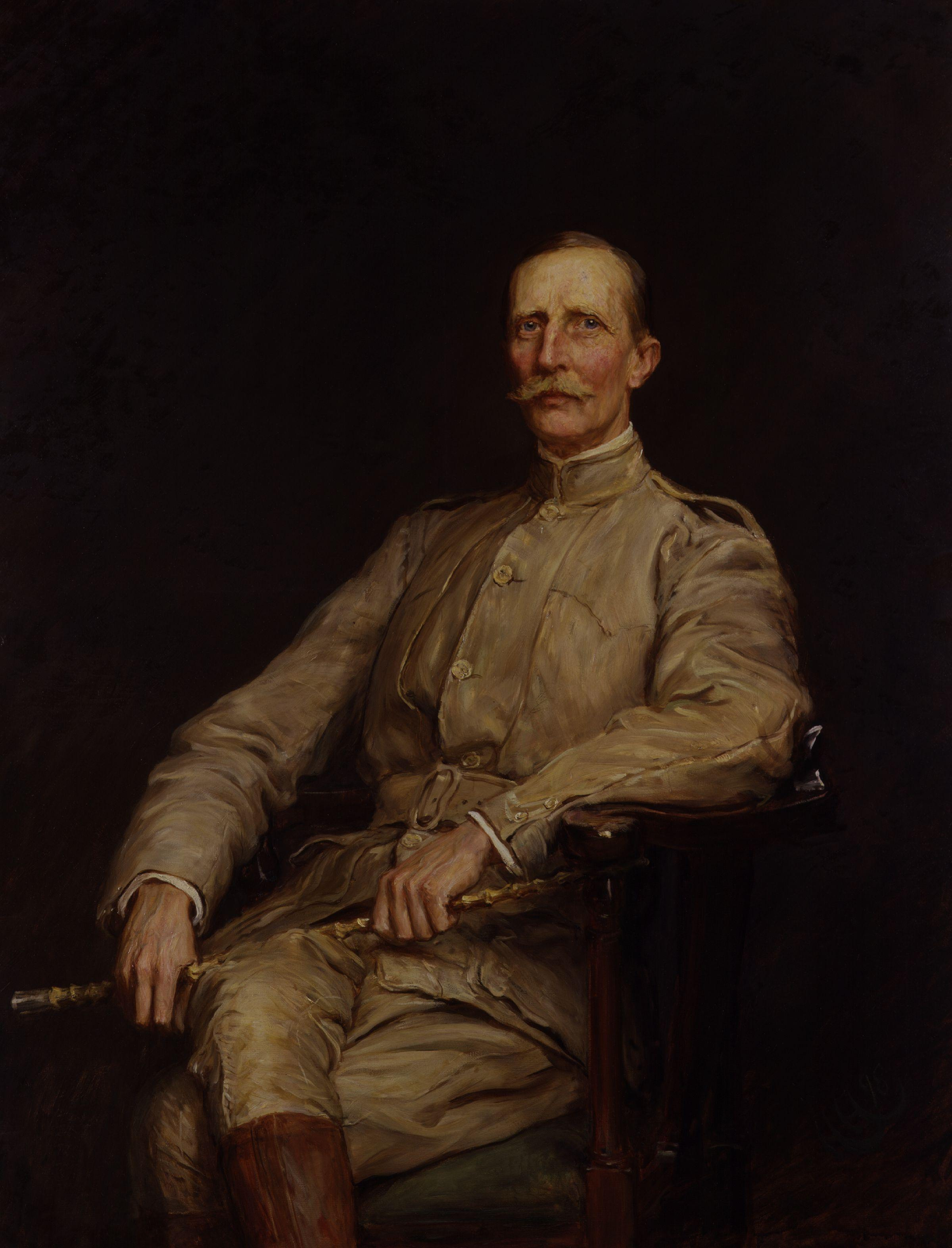
フーベルト・フォン・ヘルコマーによる肖像

ジョージ・ダッシュウッド・トーブマン・ゴールディ卿 (George Dashwood Taubman Goldie, 1846年5月20日 - 1925年8月20日) はマン島出身のイギリスの軍人、商人、行政官。イギリスのナイジェリア植民地建設を主導した。ゴールディの手法はアフリカの他の地域でのセシル・ローズに近いがゴールディに関する資料は乏しい。

## 生い立ち
ジョージはダグラスの女子修道院で、ハウス・オブ・キーズ議長で陸軍中佐のジョン・トーブマン・ゴールディ＝トーブマンと、彼の2番目の妻でハンチントンシャーのヘミングフォード・グレイの法廷弁護士ジョン・エイキン・ホーヴェンデンの娘キャロライン・エヴリナ、の末子として生まれた。ジョージ卿は1887年に王室の許可で父の姓ゴールディを回復した。
ジョージはウォリッチの王立陸軍士官学校で学び、王立工兵隊で2年間勤務した。そしてアフリカ全土を旅行し1877年に初めてニジェールを訪れた。

## 国立アフリカ会社
ジョージは中低地ニジェールをイギリス帝国に組込む考えを巡らした。そして20年後に実現させた。彼が選んだのはイギリス東インド会社をそっくり真似、帝国内で特許状を受けた会社による統治を復活させる手法だった。彼は1879年に連合アフリカ会社を設立し、イギリスの全てのニジェールへの商業的な関心を集めることに成功した。
1881年彼はグラッドストン内閣から特許状を得ようとして、様々な手段を講じた。国立アフリカ会社に改称して集めた資本金は25万ポンドからどんどん膨れ上がった。
当時フランスの交易家たちがレオン・ガンベタの援助を受けニジェール川下流の交易を取り仕切っていたため、領土的な権利を得ることは難しかった。しかし1884年にフランス人を買収していたジョージはベルリン会議にニジェール川に関する専門家として参加し、ニジェール川下流にイギリスの旗を立てることに成功した。そのうちにニジェールの海岸地帯はイギリスの保護国に組み込まれていった。ジョセフ・トムソン、デイヴィド・マッキントッシュ、D・W・サージェント、J・フリント、ウィリアム・ウォレス、E・デンジャーフィールドらの多くの代理人がジョージが提案した協定をニジェール川下流域及びハウサ諸国の首長たちとの間に結んだ。1886年7月ついに初代アバーデア男爵ヘンリー・ブルースを総裁としてジョージを副総裁とすることで王立ニジェール会社への特許状が認められた。1895年アバデアー卿が亡くなり、ゴールディが総裁となった。

## ドイツによる対抗
イギリスのナイジェリア植民地の建設はフランスの政治的任務を帯びた探検家やドイツの対抗などによる困難に直面した。1884年から1890年までオットー・フォン・ビスマルクは継続した敵対者であり、ゴールディの帝国にとってチャド湖流域とニジェール川低地「確保」へ向けてのドイツの努力はフランスの野心より脅威であった。1882年 - 1884年にナイジェリアをイギリス企業の援助で探検していたエドゥアルド・ロベルト・フレーゲルは、1885年には新たにカメルーンに設立されたドイツ植民地協会からドイツ領の確保のために派遣された。フレーゲルが1886年に亡くなると、シュタウディンガー博士がその任務を引継いだ。そしてホエニッヒスベルク卿が王立ニジェール会社の占有している領域に「トラブルを起こしに（ゴールディの表現では「特許状を破りに」）派遣される」まで続けた。ホエニッヒスベルク卿はオニチャで逮捕され、王立ニジェール会社のアサバの高等裁判所で裁かれて、追放された。ビスマルクはこれに対し甥のフォン・プットカマー卿をドイツのナイジェリア総領事として派遣した。この事件の記録によれば、それは白書として発行され、ビスマルクは重い損害賠償を会社に請求した。
ビスマルクはイギリスに圧力をかけたので王立ニジェール会社はその第3の最も価値のある地域を失いかけた。1890年5月にビスマルクが権力の座を追われると、7月にグラッドストンに替わり英国首相となったソールズベリー侯はドイツと有名なヘルゴランド＝ザンジバル条約を結んだ。これによりナイジェリアへのドイツの活動が止み、ナイジェリアとカメルーンの境界策定の交渉が始められ、1893年に終結した。この交渉でコンゴ方面からのフランスのナイジェリアへの進行も抑えられた。アダマワ州からチャド湖までの回廊状のドイツ領は英領ナイジェリアにとってフランスの半軍事的な探検家からの東の防壁になった。フランスとの間で北部の境界は1890年に定められたが、東部のダホメ王国との境界は未確定であった。

## 統治の終わり
1897年のムスリムのバンザ・バグワイ（ヌペ族のビダ王国やヨルバ人のイロリン首長国）への探検は、フラニ族の首長たち（ソコト帝国）から敵意が向けられ、王立ニジェール会社による統治を終結に向かわせた。この探検自体はゴールディの意図で行われ成功裡に終わった。